# كيم دونج-وون
كيم دونج-وون (هانغل: 김동원) هو فنان إيقاعي كوري الجنوبي، ولد في 1965 في بوسان في كوريا الجنوبية.